# Alejandro Belmonte
Alejandro Belmonte (Veracruz, 3 de abril de 1983) es un actor mexicano.

## Trayectoria
Actor de cine, teatro y televisión, egresado de Argos Casazul, inició su carrera al lado de los actores Dolores Heredia y Jorge Navarro en la película Suertuda gloria (Madela Bada Ashwell y Alexis Pérez Montero, 2003). 
En 2007 obtiene su primer papel protagónico en la película Cómo no te voy a querer (Víctor Avelar, 2008).
Recientemente trabajó en la película Elysium (Neill Blomkamp, 2013), con Matt Damon y protagonizó la película Cuatro Lunas de Sergio Tovar Velarde

## Filmografía

### Películas
- 2022 Lecciones para canallas - Hijo regañón
- 2021 La infausta noticia de amor y demás - Poncho
- 2020 El día que me perdí - Javier
- 2017 El Eterno Silencio - Jesús
- 2016 Limerence - Mauricio
- 2015 Ya me cansé - Main
- 2015 Dos días de suerte - El mai
- 2015 El lamento de Regine - Rogelio
- 2014 Inmóvil - Alfonso
- 2014 Cuatro lunas,[5][6][7][8] de Sergio Tovar[9][10]
- 2013 Elysium,[11] de Neill Blomkamp
- 2012 Amantes de lo ajeno, de Luis Koellar
- 2011 El eterno silencio, de Lionel Frid
- 2011 Crímenes de lujuria, de Walter Doehner
- 2010 Té para tres, de Argel Rojo (cortometraje)
- 2008 Como no te voy a querer, de Víctor Avelar
- 2007 Malamados, de Pedro Ramírez
- 2003 Suertuda gloria, de Madela Bada Ashwell y Alexis Pérez Montero

### Series de Televisión
- 2006 Línea nocturna
- 2007 Pasión - Romualdo
- 2008 Cuidado con el ángel - Ilario / Eloy
- 2008-2010 Capadocia - Raúl / Bambi sicario / Chico guapo
- 2008-2020 La rosa de Guadalupe - Varios episodios
- 2009 Encarcelados en el extranjero (documental) - Juan
- 2011 El encanto del águila - Alfonso Cravioto
- 2012 Estado de Gracia - Félix
- 2012 Historias de la Virgen Morena - El greñas
- 2012 Amor bravío - El guapo
- 2012 Pacientes - Sergio
- 2012 Kipatla - Mauricio Quijano
- 2012-2018 Como dice el dicho - Varios episodios
- 2014 Dos lunas - Diller
- 2014 Camelia La Texana - Salvador 'Chava'
- 2015-2016 El Señor de los Cielos - José Ángel Lamarca
- 2016-2017 Señora Acero - El Bembón
- 2017 Érase una vez - Galindo (Ep. Ricitos de oro)
- 2018 Hijos de su madre - Mudancero
- 2018-2019 Like, la leyenda - Ángel
- 2020 Decisiones: unos ganan, otros pierden - (Ep. La mataviejitas)
- 2021-2022 Malverde: el santo patrón - Juanelo
- 2022 - Esta historia me suena - Mario (Ep. Una hora más)